# William Jackson Palmer
Pour les articles homonymes, voir William Palmer et Palmer.
William Jackson Palmer, né le 18 septembre 1836 à Leipsic et mort le 13 mars 1909 à Colorado Springs, est un industriel et soldat américain.
Il est le fondateur de la ville de Colorado Springs et de la Denver and Rio Grande Western Railroad.
Pendant la guerre de Sécession, il est décoré de la Medal of Honor.